# Piper PA-36 Pawnee Brave
O Piper PA-36 Pawnee Brave é uma aeronave agrícola, monomotor, asa baixa produzido pela Piper Aircraft de 1973 a 1981.

## Desenho e desenvolvimento
O PA-36 foi anunciado inicialmente em 1972, como uma nova versão do PA-25 Pawnee com um motor Continental Tiara 6-285, de 285 hp (212 kW). A aeronave recebeu uma nova asa, com bordos de ataque removíveis, novos sistemas de ventilação e aquecimento, sistema antimistura Safoam nos tanques de combustível e um pulverizador padrão de 0.85 m³ (30 ft³). Um opcional era um pulverizador de 1.08 m³ (38 ft³). O tipo entrou em serviço em 1973.
Em 1977, uma nova versão foi disponibilizada, com um motor Lycoming IO-540-K1G5, de 300 hp (224 kW). Esse novo modelo foi designado PA-36 Pawnee Brave 300, com a aeronave original sendo redesignada como PA-36 Pawnee Brave 285. Em 1978, o Brave 300 se tornou o modelo padrão e outra versão, mais potente, foi lançada: o PA-36 Brave 375, com um motor Lycoming IO-720-D1CD, de 375 hp (280 kW).
Em 1981, a Piper vendeu os direitos do projeto da aeronave para a WTA Incorporated, na qual comercializou duas versões em 1982, o New Brave 375 (com motor de 375 hp) e o New Brave 400 (com motor de 400 hp). Um total de 150 New Braves foram construídos até 1987. Em outubro de 1997, os direitos da aeronave foram readquiridos pela The New Piper Aircraft, Inc.

## Variantes
- PA-36 Pawnee II: Protótipo equipado com motor Lycoming, de 260 hp (193 kW);
- PA-36-285 Pawnee Brave: Primeira versão de produção, equipada com um motor Continental Tiara 6-285, de 285 hp (212 kW);
- PA-36-300 Pawnee Brave 300: Variante equipada com motor Lycoming IO-540-K1G5, de 300 hp (224 kW). Redesignado em 1978 como Brave 300;
- PA-36-375 Brave 375: Variante equipada com motor Avco Lycoming IO-720-D1CD, de 375 hp (280 kW);
- PA-36 New Brave 375: Variante produzida pela WTA, equipada com um motor de 375 hp (280 kW);
- PA-36 New Brave 400: Variante produzida pela WTA, equipada com um motor de 400 hp (298 kW).

## Especificações (New Brave 375)
Dados de Jane's All The World's Aircraft 1988–89 
Características Gerais
- Tripulantes: 1 (piloto)
- Capacidade: 1.08 m³
  - 1.040 L em liquido;
  - 1.000 kg em sólidos químicos;
- Comprimento: 8.38 m (27 ft 6 in)
- Envergadura: 11.82 m (38 ft 9 1/2 in)
- Altura: 2.29 m (7 ft 6 in)
- Área Alar: 20.9 m² (225.65 sq ft)
- Alongamento: 6.7:1
- Aerofólio: NACA 633-618
- Peso Vazio: 1.118 kg (2.465 lb)
- Peso Máximo de Decolagem (MTOW): 2.177 kg (4.800 lb)
- Capacidade de Combustível: 330 L
- Motor: 1x AVCO-Lycoming IO-720-D1C, oito cilindros opostos, refrigerado a ar, 375 hp (280 kW);
- Hélice: Hartzell, tripá, velocidade constante.

Desempenho
- Velocidade Máxima: 229 km/h (142 mph; 123 kn);
- Velocidade de Cruzeiro: 219 km/h (136 mph; ´118 kn);
- Alcance: 727 km (393 nmi);
- Razão de Subida: 4.7 m/s (920 ft/min);
- Distância de Decolagem: 460 m (1.500 ft);
- Distância de Pouso: 440 m (1.440 ft)